# LibGDX
LibGDX – wieloplatformowe narzędzie do tworzenia gier i wizualizacji. Bazuje na Javie. Obecnie obsługuje systemy: Windows, Linux, Mac OS X, Android, iOS oraz HTML5. Jedynym wymaganiem na trzech pierwszych systemach operacyjnych jest Java Runtime. LibGDX pozwala by jeden kod programu mógł być skompilowany na wszystkich wyżej wymienionych platformach. Narzędzie skierowane jest do początkujących twórców gier, ale także do tych bardziej doświadczonych programistów. Framework wykorzystywany jest przez wielu niezależnych twórców gier, jak również przez duże firmy (np. gra Ingress stworzona przez Google). Według statystyk, liczba pobrań narzędzia wynosi ok. 250 tysięcy miesięcznie.

## Architektura
LibGDX pozwala użyć jednego kodu na wielu platformach bez żadnych modyfikacji. Można korzystać z prawie wszystkich narzędzi Java, by wspomóc proces tworzenia aplikacji. LibGDX obsługuje zarówno grafikę 2D, 3D i obsługuje OpenGL ES (2.0 i 3.0). Dzięki LibGDX możliwy jest niskopoziomowy dostęp do sprzętu i systemu plików, dzięki czemu program jest szybszy od wielu konkurencyjnych narzędzi.